# Gabriel Biladi
Gabriel Henri Biladi Ramazami Nkalo (16 mei 2009) is een Belgisch voetballer die onder contract ligt bij RSC Anderlecht.

## Carrière
Biladi sloot zich op zijn achtste aan bij de jeugdopleiding van RSC Anderlecht en doorliep er vervolgens alle jeugdcategorieën. In de zomer van 2024 ondertekende hij zijn eerste profcontract bij Anderlecht, dat hem tot medio 2027 aan de club verbond. Op 9 augustus 2025 maakte Biladi zijn profdebuut in het shirt van de RSCA Futures: op de openingsspeeldag van de Challenger Pro League liet trainer Jelle Coen hem tegen KV Kortrijk (1-3-nederlaag) in de 84e minuut invallen.

## Clubstatistieken
| Seizoen         | Club            | Land            | Competitie      | Competitie | Competitie | Beker | Beker | Supercup | Supercup | Europees | Europees | Totaal | Totaal |
| Seizoen         | Club            | Land            | Competitie      | Wed.       | Dlp.       | Wed.  | Dlp.  | Wed.     | Dlp.     | Wed.     | Dlp.     | Wed.   | Dlp.   |
| --------------- | --------------- | --------------- | --------------- | ---------- | ---------- | ----- | ----- | -------- | -------- | -------- | -------- | ------ | ------ |
| 2025/26         | RSCA Futures    | Vlag van België | Eerste klasse B | 1          | 0          | —     | —     | —        | —        | —        | —        | 1      | 0      |
| Carrière totaal | Carrière totaal | Carrière totaal | Carrière totaal | 1          | 0          | 0     | 0     | 0        | 0        | 0        | 0        | 1      | 0      |

Bijgewerkt op 10 augustus 2025.
33 Vercauteren ·
34 Bouchouari ·
48 Montegnies ·
50 Barry ·
51 Baouf ·
52 Nicaise ·
53 Colassin ·
59 Vergeylen ·
62 Goto ·
63 Vanhoutte ·
64 Masscho ·
65 Engwanda ·
66 Haentjens ·
67 Moutha-Sebtaoui ·
68 Monticelli ·
69 Ure ·
71 Engwanda ·
73 Lapage ·
74 De Cat ·
77 Mendel-Idowu ·
78 Tajaouart ·
79 Maamar ·
80 Decorte ·
81 Diallo ·
83 Degreef ·
Coach: Coen